# Anhydride méthanesulfonique
L'anhydride méthanesulfonique est l'anhydride de l'acide méthanesulfonique parfois noté Ms2O. Il peut être utilisé comme le chlorure de méthanesulfonyle pour former des mésylates (esters méthanesulfoniques) quand la nucléophilie de l'anion chlorure peut être problématique.